# アンヘル・ロメロ (サッカー選手)
アンヘル・ロドリゴ・ロメロ・ビジャマジョール（スペイン語: Ángel Rodrigo Romero Villamayor、1992年7月4日 - ）は、パラグアイのサッカー選手。パラグアイ代表。ポジションはFW。

## クラブ歴
2011年5月15日にセロ・ポルテーニョのトップチームで出場し選手初出場。
2014年6月3日にSCコリンチャンス・パウリスタに5年契約で移籍した事が報じられた。

## 代表歴
2013年9月6日に2014 FIFAワールドカップ・南米予選のボリビア代表戦で代表初出場。2014年11月14日のペルー代表との親善試合で代表初得点。

## 個人
同じくパラグアイ代表のサッカー選手であるオスカル・ロメロとは双子。

## 個人成績
2018年6月16日現在
代表での得点一覧
| No | 日附           | 場所         | 対戦相手   | 得点 | 結果 | 大会                        |
| -- | -------------- | ------------ | ---------- | ---- | ---- | --------------------------- |
| 1. | 2014年11月14日 | ルケ         | ペルー     | 1–0  | 2–1  | 親善試合                    |
| 2. | 2017年9月5日   | アスンシオン | ウルグアイ | 1–2  | 1–2  | 2018 FIFAワールドカップ予選 |